# انفجار مصنع تولوز للكيماويات
وقع انفجار مصنع تولوز للكيماويات في 21 سبتمبر 2001 بتولوز، فرنسا، وذلك من خلال انفجار مخزون من نترات الأمونيوم.
دُمّر المصنع بالكامل، مما أدى إلى فوهة بعمق حوالي 7 أمتار (23 قدمًا) وقطر 40 مترًا (130 قدمًا). تم العثور على عوارض فولاذية على بعد 3 كيلومترات (1.9 ميل) من الانفجار.[بحاجة لمصدر] بلغ حجم الانفجار 3.4 على مقياس ريختر، بقوة تقديرية تعادل 20-40 طنًا من مادة تي إن تي. سُمع الانفجار على بعد 80 كيلومترا (50 ميلا).[بحاجة لمصدر] اعتقدت الشرطة في البداية أن ما لا يقل عن خمس قنابل انفجرت في وقت واحد. لا يزال الجدل قائما حول العدد الدقيق للانفجارات.

## الضحايا
تسببت الكارثة في مقتل 31 شخصًا، ونحو 30 إصابة خطيرة، و2500 إصابة خفيفة. تم تحطيم ثلثي نوافذ المدينة، مما تسبب في 70 حالة إصابة بجرح في أعين الساكنة.[بحاجة لمصدر] يتجاوز إجمالي الأضرار التي دفعتها مجموعات التأمين 1.5 مليار يورو.[بحاجة لمصدر]